# 疯狗强尼
《疯狗强尼》是一部反映非洲战争的纪实电影，影片改编自刚果作家埃马纽埃尔·当伽拉的同名作品，由法国电影制作人让-斯特凡·索韦尔导演。电影讲述了在第二次賴比瑞亚内战期间，一支童子军为賴比瑞亚人和解与民主团结会参战的故事。

## 剧情
童子军头目“疯狗强尼”率领一群年仅10余岁的孩子参战，他们衣着古怪、有着“馊主意”等各种外号，一位号称“不死将军”的将领向他们提供古柯鹼让其保持亢奋和狂热。影片的镜头跟随着童子军向賴比瑞亚首都蒙罗维亚一路行军，记录了行军途中童子军的杀人、抢劫、强奸等各种暴行。

## 评价
这部以非洲内战为背景的影片，描述了战争中儿童被扭曲的人性，现实让他们兽性尽显，但诸如强尼面对被杀女孩的泪水让观看者看到了他们仅存的、令人感动的人性。